# Carina Aselmeyer
Carina Aselmeyer (* 27. September 1992 in Hildesheim) ist eine ehemalige deutsche Handballspielerin, die zuletzt beim deutschen Bundesligisten VfL Oldenburg unter Vertrag stand.

## Karriere
Aselmeyer begann das Handballspielen bei der JSG Garmissen/Dingelbe. Nachdem die Kreisspielerin in Hildesheim und Hannover-Burgdorf gespielt hatte, stand sie in der Saison 2012/13 beim Zweitligisten TSV Travemünde unter Vertrag. Daraufhin lief sie jeweils eine Spielzeit für die Zweitligisten SG 09 Kirchhof und SV Allensbach auf.
Aselmeyer stand ab der Saison 2015/16 beim Schweizer Erstligisten Yellow Winterthur unter Vertrag. Mit Winterthur nahm sie in den Spielzeiten 2015/16 und 2016/17 am EHF Challenge Cup teil. Im Jahre 2017 wechselte sie zum Ligakonkurrenten Spono Eagles. Mit Spono gewann sie 2018 die Schweizer Meisterschaft, 2018 und 2019 den Schweizer Cup sowie 2018 den Schweizer Supercup. Ab der Saison 2019/20 stand sie beim deutschen Bundesligisten VfL Oldenburg unter Vertrag. Aufgrund der Folgen einer Fußverletzung, die sich Aselmeyer im Herbst 2019 zuzog, beendete sie im Dezember 2020 ihre Karriere.